# Junior Senior
 (décembre 2022).
Si vous disposez d'ouvrages ou d'articles de référence ou si vous connaissez des sites web de qualité traitant du thème abordé ici, merci de compléter l'article en donnant les références utiles à sa vérifiabilité et en les liant à la section « Notes et références ».
Junior Senior était un duo de musique pop fondé au Danemark en 1998 et séparé le 26 septembre 2008. Le duo était composé de Jesper « Junior » Mortensen (né le 7 février 1979), au synthétiseur, à la guitare et au chant, et de Jeppe « Senior » Laursen (né le 25 décembre 1977) uniquement au chant. Le groupe s'est séparé le 26 septembre 2008 en bons termes.

## Biographie
Junior Senior voit le jour en 1998, lorsque Jesper Mortensen et Jeppe Laursen se retrouvent tous les deux après la désunion de leur précédent groupe, Ludo-X qui s'est séparé en 1995. Ils signent alors un contrat avec le label danois Crunchy Frog Records. Leur agenda de tournée étant déjà bien chargé entre leurs différents lieux de concert, en passant des États-Unis au Japon, et bien sûr au Danemark, ils ne pouvaient se permettre de rajouter de nouvelles dates supplémentaires.
Le 26 septembre 2008, ils annoncent sur leur blog qu'ils se séparent pour continuer des carrières solo chacun de son côté. Jesper Mortensen prend le nom de I Scream Ice Cream, et signe le single Trust Tissue sur le label Kitsuné. Tandis que Jeppe Laursen prend le nom de Jeppe et commence sa carrière solo, il signe sur le label Echo Park Records.

### D-D-Don't Stop the Beat
Le premier album sort en 2003, et s'intitule D-D-Don't Stop The Beat. Le premier single de l'album Move Your Feet, est à l'époque l'un des titres les plus diffusés sur les radios danoises et se classe dans le haut des classements musicaux d'une quinzaine de pays comme les États-Unis, l'Australie, la France ou encore le Royaume-Uni. Le single figure également sur la bande originale de l'émission américaine Queer Eye for the Straight Guy. Move Your Feet est aussi présent sur la version américaine du jeu vidéo Dance Dance Revolution : DDR Extreme dance sur PlayStation 2. Ce titre est souvent associé à son clip vidéo pixellisé. Le titre est également utilisé dans une publicité pour le HP Chromebook, le nouveau PC de Google, ainsi que comme bande-son de la publicité française pour les soupes Liebig en 2017.
Le single suivant, Rhythm Bandits, est classé dans les charts anglais et australiens, et est inclus dans la bande sonore du jeu FIFA 2004.
D-D-Don't Stop The Beat apparaît dans les classements des meilleurs albums de l'année de publications anglo-saxonnes telles que Rolling Stone, NME, Entertainment Weekly ou encore Blender. Le Sunday Chronicle de San Francisco désigne Move Your Feet comme le single de l'année, le qualifiant de « meilleure chanson jamais entendue ».
On peut entendre la chanson de l'album Shake Your Coconuts comme musique de film dans Les Looney Tunes passent à l'action (Move Your Feet y figure égamlement), comme thème musical du menu du jeu Worms 3D édité par Team17 Software ou encore dans la série télévisée Malcolm dans l'épisode 19 de la saison 5.
L'album contient le vidéo clip de Move Your Feet (réalisé par le groupe de designers Shynola) et un making-of dans lequel il est demandé à Junior (Jesper Mortensen) combien il pensait vendre d'exemplaires de cet album ; il avait alors répondu « trois à quatre cents ».
La chanson White Trash issue de cet album est utilisée dans un spot pour l'émission musicale Popworld au Royaume-Uni.
Chansons :

1. Go Junior, Go Senior

2. Rhythm Bandits

3. Move Your Feet

4. Chicks and Dicks

5. Shake Your Coconuts

6. Boy Meets Girl

7. C'mon

8. Good Girl, Bad Boy

9. Just Shake It Brother

10. Dynamite

11. White Trash

### Hey Hey My My Yo Yo
Junior Senior sortent leur second album, Hey Hey My My Yo Yo le 24 août 2005 au Japon, où il se classe n° 2 des ventes. Le premier single, Itch U Can't Skratch est disponible au Japon et au Danemark. Sur le titre Take My Time, on retrouve la participation de Cindy Wilson et Kate Pierson du groupe de new-wave The B-52's.
Entre février et mars 2006, le groupe organise un concours pour permettre à quelques fans d'apparaître dans le clip de Can I Get Get Get, titre utilisé pour la série télévisée Ugly Betty. La vidéo est diffusée à partir du 25 juillet 2006.
JD Samson du groupe Le Tigre participe à ce titre.
Chansons :

1. Hello

2. Hip Hop A Lula

3. Can I Get Get Get

4. Take My Time

5. Itch You Can't Scratch

6. We R the Handclaps

7. I Like Music (W.O.S.B)

8. Ur a Girl

9. No No No's

10. Dance Chance, Romance

11. Happy Rap

### Say Hello, Wave Goodbye
Ce maxi EP sorti le 13 août 2007, est en fait un rajout de 5 nouvelles chansons pour la sortie européenne de Hey Hey My My Yo Yo (jusque-là sorti exclusivement au Japon).
Il ne s'agit donc pas d'un nouvel album, mais bien d'un maxi single s'inscrivant dans la même veine '80s que les titres initiaux du 2e album.
Les titres Stranding on an Island alone et Together for One Last Dance sont souvent diffusés à la radio danoise.
Chansons :

1. Stranded on an Island Alone

2. Together for One Last Dance

3. Headphone Song

4. I Can't Rap, I Can't Sing, But I Would Do Anything

5. Simple Minds Do Simple Things

6. Simple Minds Do Simple Things Part 2

7. U and Me

## Discographie

### Albums
| Année | Album                                                              | Royaume-Uni | Japon |
| ----- | ------------------------------------------------------------------ | ----------- | ----- |
| 2003  | D-D-Don't Stop The Beat - 1er album studio - Sortie : 2003         | 29          | —     |
| 2005  | Hey Hey My My Yo Yo - 2e album studio - Sortie : 24 août 2005      | —           | 2     |
| 2007  | Say Hello,Wave Goodbye - 1er maxi EP album - Sortie : 13 août 2007 | 29          | —     |

### Singles
| Année | Titre                     | Classement des ventes | Classement des ventes | Classement des ventes | Classement des ventes | Classement des ventes | Classement des ventes | Classement des ventes | Album                   |
| Année | Titre                     | États-Unis            | Royaume-Uni           | Australie             | France                | Suisse                | Suède                 | Pays-Bas              | Album                   |
| ----- | ------------------------- | --------------------- | --------------------- | --------------------- | --------------------- | --------------------- | --------------------- | --------------------- | ----------------------- |
| 2003  | Move Your Feet            | 41                    | 3                     | 20                    | 29                    | 10                    | 22                    | 18                    | D-D-Don't Stop The Beat |
| 2003  | Rhythm Bandits            | —                     | 22                    | 47                    | —                     | —                     | —                     | —                     | D-D-Don't Stop The Beat |
| 2003  | Shake Your Coconuts       | —                     | —                     | —                     | —                     | —                     | —                     | —                     | D-D-Don't Stop The Beat |
| 2003  | Boy Meets Girl EP         | —                     | —                     | —                     | —                     | —                     | —                     | —                     | Maxi Single             |
| 2005  | Itch U Can't Skratch      | —                     | —                     | —                     | —                     | —                     | —                     | —                     | Hey Hey My My Yo Yo     |
| 2006  | Can I Get Get Get         | —                     | —                     | —                     | —                     | —                     | —                     | —                     | Hey Hey My My Yo Yo     |
| 2007  | Say Hello Wave Goodbye EP | —                     | —                     | —                     | —                     | —                     | —                     | —                     | Maxi Single             |